# Gato de Cheshire
O Gato de Cheshire, Gato Risonho, Gato Listrado ou Gato Que Ri é um gato fictício famoso  através do livro Alice no País das Maravilhas de Lewis Carroll.
A personagem é principalmente caracterizada pelo seu sorriso pronunciado. Embora mais celebrado relacionando-se a Alice no País das Maravilhas, o Gato de Cheshire antecede o romance de 1865 e transcende o contexto de literatura. Evidencia-se também na cultura popular e na mídia -  da propaganda política à televisão - , sendo alvo de diversos estudos.
Uma da suas características mais distintas é que, de tempos em tempos, o seu corpo desaparece, com a última parte visível sendo o seu icónico sorriso.

## Origens
Não faltam teorias sobre a famosa expressão "sorrir como um gato de Cheshire" ("grinning like a Cheshire cat") ao longo da história inglesa.
1. Uma possível origem da frase remete-nos ao povo de Cheshire, certo condado na Inglaterra conhecido pela grande quantidade de quintas leiteiras - daí os gatos sorrirem pela abundância de creme e de leite;
2. Segundo o Dicionário Brewer, "The phrase has never been satisfactorily accounted for, but it has been said that cheese was formely sold in Cheshire moulded like a cat that looked as though it was grinning" [1](o que pode ser traduzido como: "A frase nunca foi satisfatoriamente contabilizada, mas diz-se que o queijo anteriormente vendido em Cheshire era moldado como um gato que parecia estar sorrindo"). O queijo era desfiado a partir da extremidade da cauda, de maneira que a última parte a ser comida era a cabeça do gato sorridente.[2]

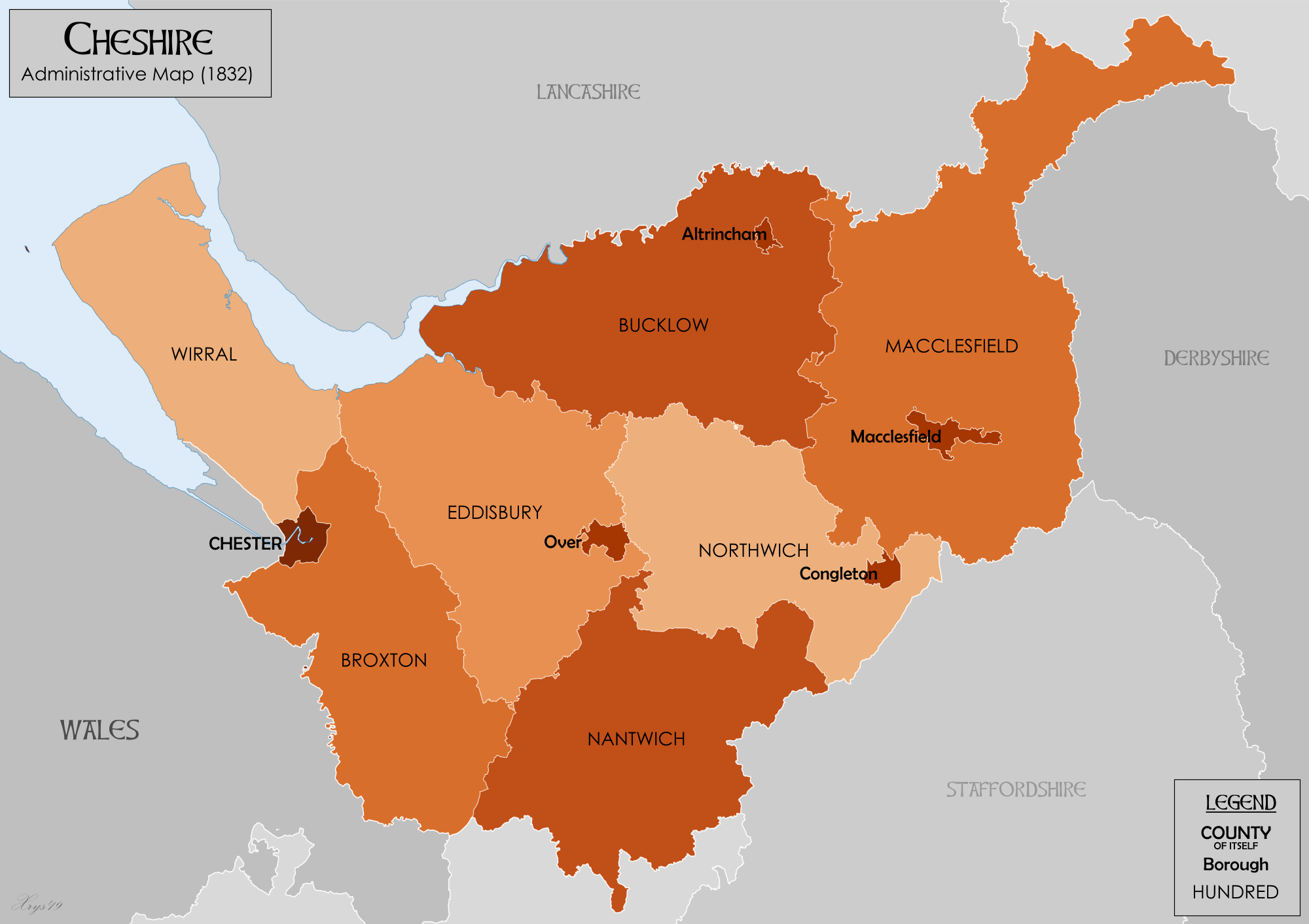
Mapa Administrativo de Cheshire

3. Mapa Administrativo de CheshireDe acordo com a explicação de Samuel Maunder em 1853, "This phrase owes its origin to the unhappy attempts of a sign painter of that country to represent a lion rampant, which was the crest of an influential family, on the sign-boards of many of the inns. The resemblance of these lions to cats caused them to be generally called by the more ignoble name. A similar case is to be found in the village of Charlton, between Pewsey and Devizes, Wiltshire. A public-house by the roadside is commonly known by the name of “The Cat at Charlton”. The sign of the house was originally a lion or tiger, or some such animal – the crest of the family of Sir Edward Poore."[3] (ou seja, "Esta frase deve ter origem nas tentativas infelizes de um pintor de placas daquele país para representar um leão desenfreado, que era o brasão de uma família influente, nas tabuletas de muitas das pousadas. A semelhança desses leões com gatos fez com que eles fossem geralmente chamados pelo nome mais ignóbil. Um caso similar é encontrado na vila de Charlton`, entre Pewsey e Devizes. Um estabelecimento público na beira da estrada é comumente conhecido pelo nome de ´The Cat at Charltron". O letreiro da casa era inicialmente um leão ou um tigre, ou algum desses animais - o brasão de família de Sir Edward Poore." .
4. A primeira aparição conhecida da expressão literatura remete-nos ao séc. XVIII, com Francis Grose no Classical Dictionary of the Vulgar Tongue em 1788. Nele encontramos a seguinte entrada: "Cheshire Cat. `He grins like a Cheshire Cat; said of any one who shows his teeth and gums in laughing." ("Gato de Cheshire. Ele sorri como um Gato de Cheshire; dito a qualquer um que mostre os dentes e as gengivas ao sorrir.")
5. A frase aparece novamente impressa no pseudônimo de John Wolcot, Peter Pindar, em Pair of Lyric Epistles (1792): "Lo, like a Cheshire cat our court will grin." (isto é, " Lo, como um gato de Cheshire nossa corte vai sorrir")
6. A frase aparece também impressa no romance The Newcomes (1855) de William Makepeace Thackeray: "That woman grins like a Cheshire cat" ("Aquela mulher sorri como um gato de Cheshire")

Um pesquisa publicada em 2015 mostrou o quão fantasiosas eram tanta supostas explicadas vistas na Internet. A expressão foi finalmente explicada amalgamada com a outra frase "grinning like a cat that got the [split] cream" (ou seja, "sorrindo como um gato que tem o creme derramado") - que se poderia referir a qualquer outra região, embora Cheshire tenha sido o principal produtor de leite, queijo e creme por séculos - com o status político privilegiado único de Cheshire. Mesmo que qualquer uma dessas teorias teriam sido algo que a justificasse bem.

## A Personagem

### Aparições no Enredo

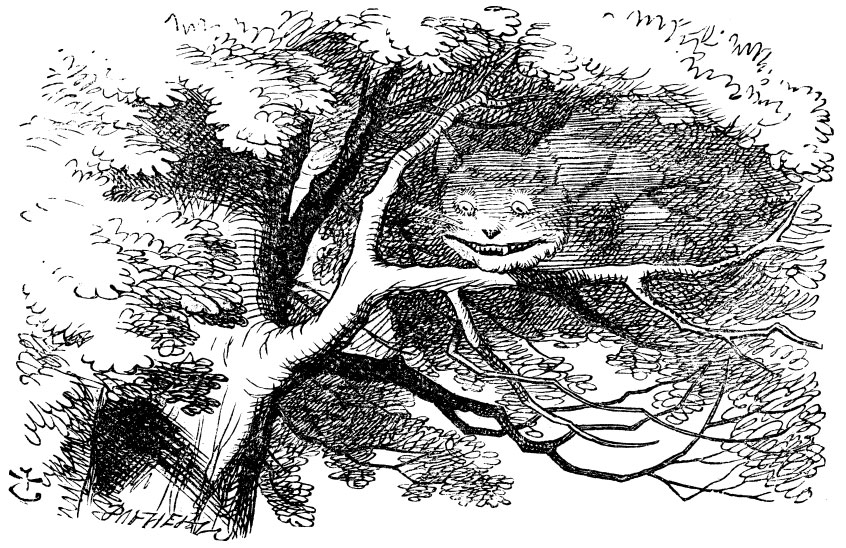
Ilustração de John Tenniel - o Gato desaparecendo.

#### Cap. 6 - "Porco e Pimenta"
O Gato aparece pela primeira vez no capítulo 6, "Porco e pimenta", quando Alice vê um Peixe-Lacaio entregar a um Sapo-Lacaio um convite para a Duquesa da casa.
Alice observa esta operação curiosa e, após uma conversa com o sapo que a deixa perplexa, atreve-se a entrar na casa. Logo, ela se depara com a cozinheira da Duquesa a atirar pratos e frigideiras contra esta e a fazer uma sopa, mas é tanta a pimenta espalhada pela casa, que ela deita na sopa, que todos na divisão - a Duquesa, seu bebé e a própria Alice - não conseguem parar de espirrar violentamente, com a exceção da cozinheira e do Gato de Cheshire.
Depois de sair da casa, encontra-se num bosque, onde o Gato de Cheshire aparece e Alice pergunta-lhe se há algum lugar em que não haja gente louca e como ir até lá. O Gato argumenta que todos são loucos, inclusive ele e Alice, acabando por lhe indicar a hipótese de visitar o Chapeleiro Maluco ou a Lebre de Março antes de desaparecer lentamente, deixando apenas o seu icônico sorriso pendente. Alice escolhe a Lebre, na esperança falsa de se não tratar de uma criatura louca (apesar de ter ouvido as considerações do Gato) e parte para lá imediatamente.

#### Cap. 8 - "O Campo de Cróquete de Sua Majestade"
O Gato de Cheshire aparece novamente quando Alice e a Rainha de Copas jogam cróquete (Capítulo 8 - O Campo de Cróquete de Sua Majestade). Ao aparecer só sua cabeça no jogo, a Rainha se irrita com ele e manda cortar a cabeça do Gato. O carrasco se recusa, dizendo que é muito velho para começar a cortar cabeças sem corpo. Devido ao fato de o Gato pertencer à Duquesa, a Rainha solicita a liberação desta da prisão para resolver a questão. No capítulo seguinte, a Duquesa aparece no campo. Ela vai ao encontro de Alice com uma grande simpatia por ela ter salvado seu Gato.

### Perspetiva de David Day
De acordo com a análise recente do estudioso David Day, o gato de Lewis Carrol era Edward Bouverie Pusey, professor de Hebraico em Oxford e mentor de Carroll.

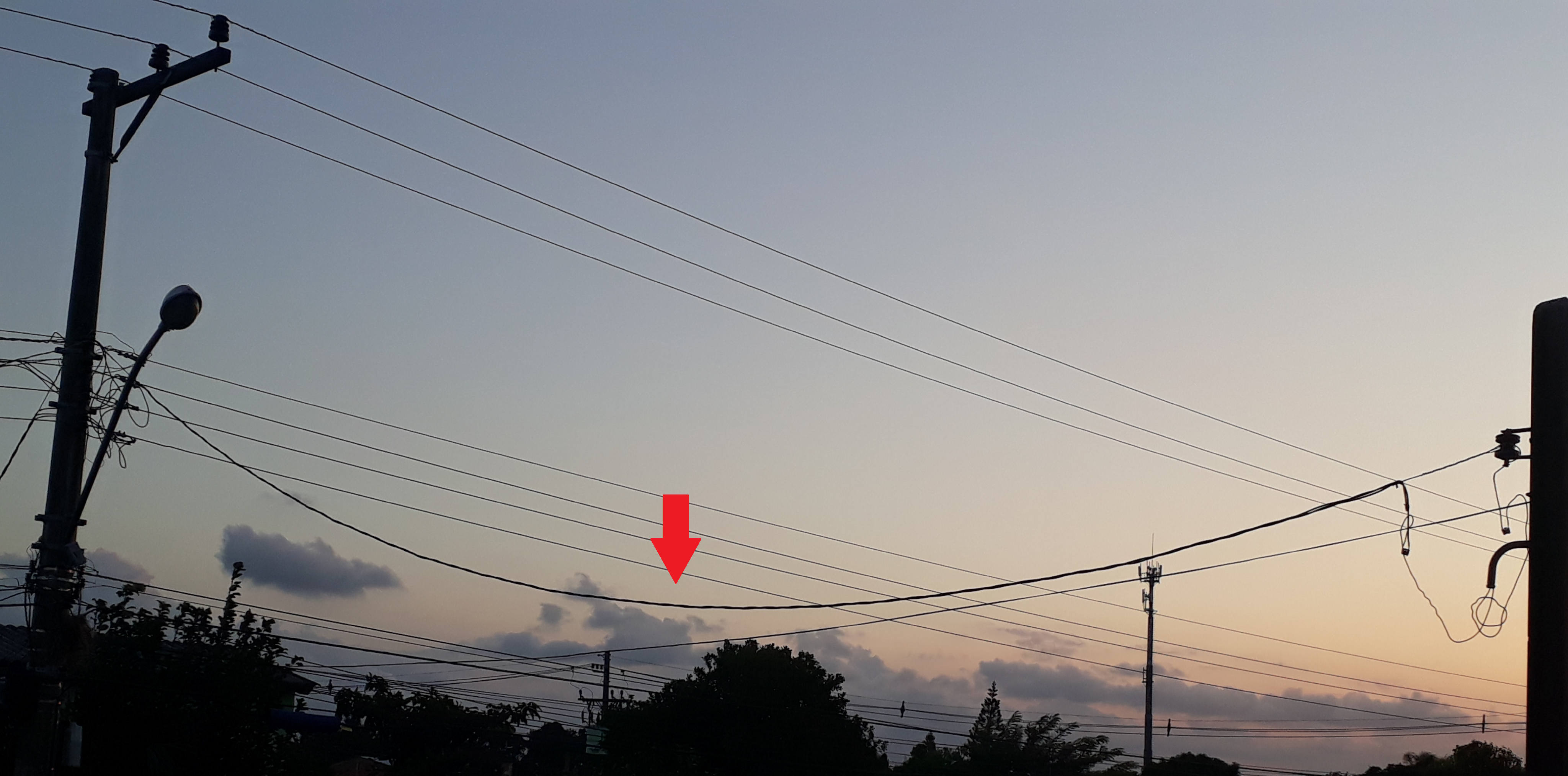
Imagem mostrando uma catenária formada por um fio flexível fixado entre dois postes.

O nome Pusey foi sugerido por Alice, algures no Cap.6, chamar ao gato "Cheshire Puss" (por outras palavras, "Gatinho/Bichano de Cheshire"). Pusey era uma autoridade nos Pais da Igreja e, na época de Carrol, Pusey era conhecido, após a Sucessão Apostólica, como a Catenária Patrística (ou Patristic Catenary).  
Como matemático, Carrol estaria bem familiarizado com um outro significado da palavra "catenária": curva plana que representa uma curva formada pelo peso de um fio flexível suspenso em duas extremidades - o que sugere a forma do sorriso do Gato de Cheshire.
"RIDDLE: What kind of a cat can grin?
ANSWER: A Catenary."
- David Day, Queen`s Quaterly (2010)

#### Outras possíveis inspirações

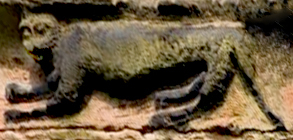
Escultura de um gato de Cheshire sorridente, St. Wilfrid`s Church, Grappenhall, Cheshire

Muitas são as outras possíveis sugestões para a inspiração de Carroll relativamente ao nome e expressão do Gato de Cheshire, como numa escultura do séc. XVI de um gato sorridente, na face oeste da Igreja de St. Wilfrid em Grappenhall (uma vila a cerca de 6 km do seu local de nascimento - Daresbury, Cheshire.

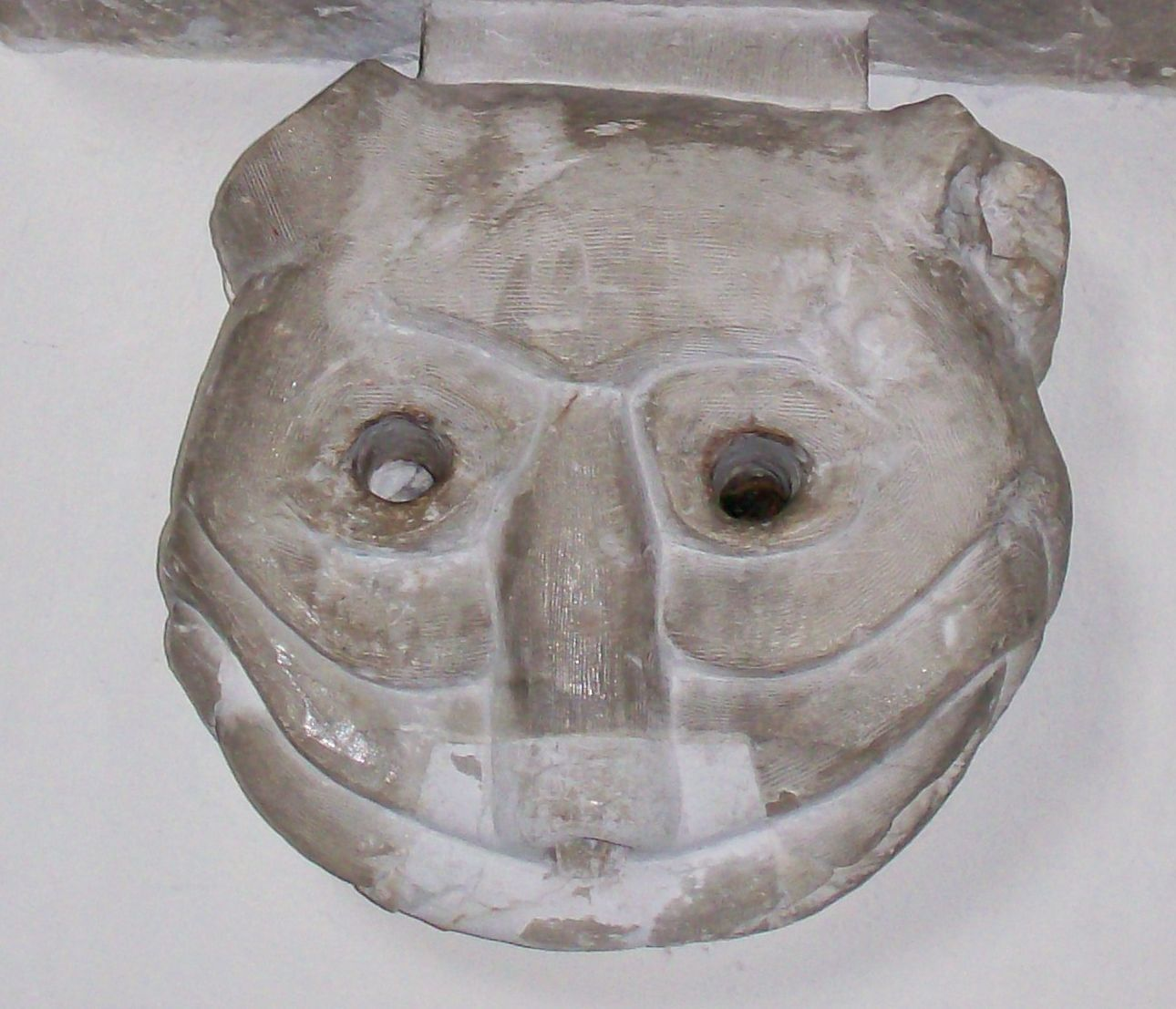
O gato esculpido em St. Nicolas Church, Cranleigh, Surrey

O pai de Lewis Carroll, reverendo Charles Dodgson, foi Reitor de Croft e Arquidiácono de Richmond em North Yorkshire, Inglaterra, entre 1843 e 1868; e Carroll aí viveu desde 1843 a 1850. Historiadores acreditam que o Gato de Cheshire de Lewis Carroll foi inspirado numa escultura da Igreja de São Pedro, em Croft.

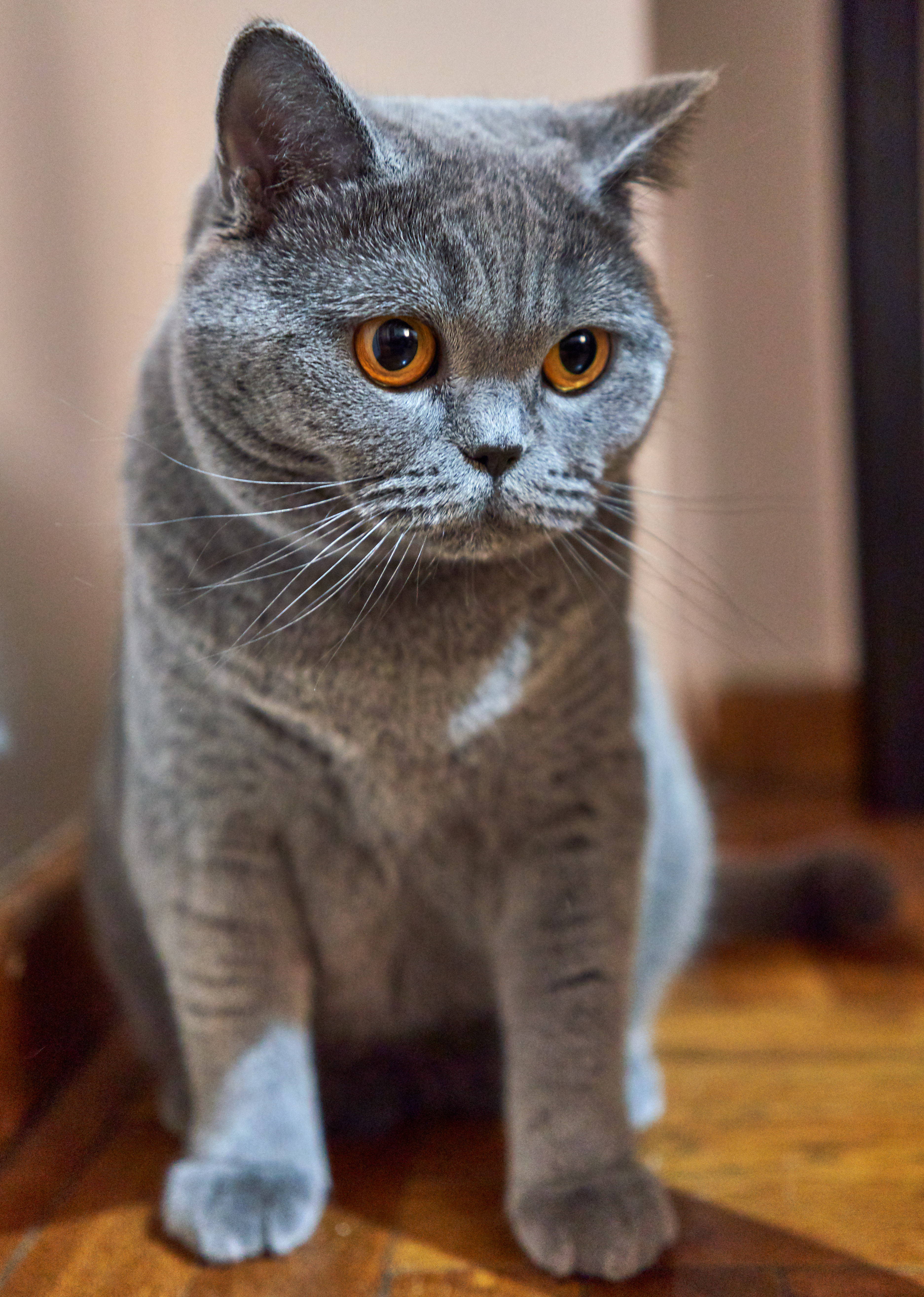
Imagem de uma fêmea de gato de pelo curto inglês (British Shorthair)

Outra possível inspiração terá sido o gato de pelo curto inglês (British Shorthair), visto que Carroll viu um desses gatos ilustrado num rótulo de um queijo fabricado em Cheshire. A imagem de perfil da Cat Fanciers` Association diz: "When gracelessness is observed, the British Shorthair is duly embarrassed, quickly recovering with a 'Cheshire cat smile'" (o que pode ser traduzido como: "Quando a falta de graciosidade é observada, o gato de pelo curto inglês fica devidamente envergonhado, recuperando-se rapidamente com um "sorriso de gato de Cheshire").
Em 1992, membros da Lewis Carroll Society atribuíram-na (a expressão) a: uma gárgula encontrada num pilar da Igreja de São Nicolas, em Cranleigh, aonde Carroll muitas vezes costumava viajar quando morava em Guildford (embora essa afirmação seja muito duvidosa, porque Carroll havia-se mudado para Guildford três anos depois da publicação de Alice no País das Maravilhas); e a uma escultura numa igreja na vila de Croft-on-Tees, no nordeste de Inglaterra, onde Charles, o seu pai, havia sido reitor.
Acredita-se que Carroll tenha visitado a Igreja de São Cristóvão em Pott Shrigley, Cheshire, onde se encontra uma escultura em pedra semelhante ao gato ilustrado por Tenniel no livro.

## Adaptações
O personagem fictício do Gato de Cheshire foi retratado por outros criadores e usada como inspiração para novos personagens, nomeadamente na mídia televisiva (cinema, televisão, videojogos) e na mídia impressa (literatura, banda desenhada, etc). Outros conceitos não mediáticos que se serviram da imagem do Gato de Cheshire incluem a música, negócios e ciência.

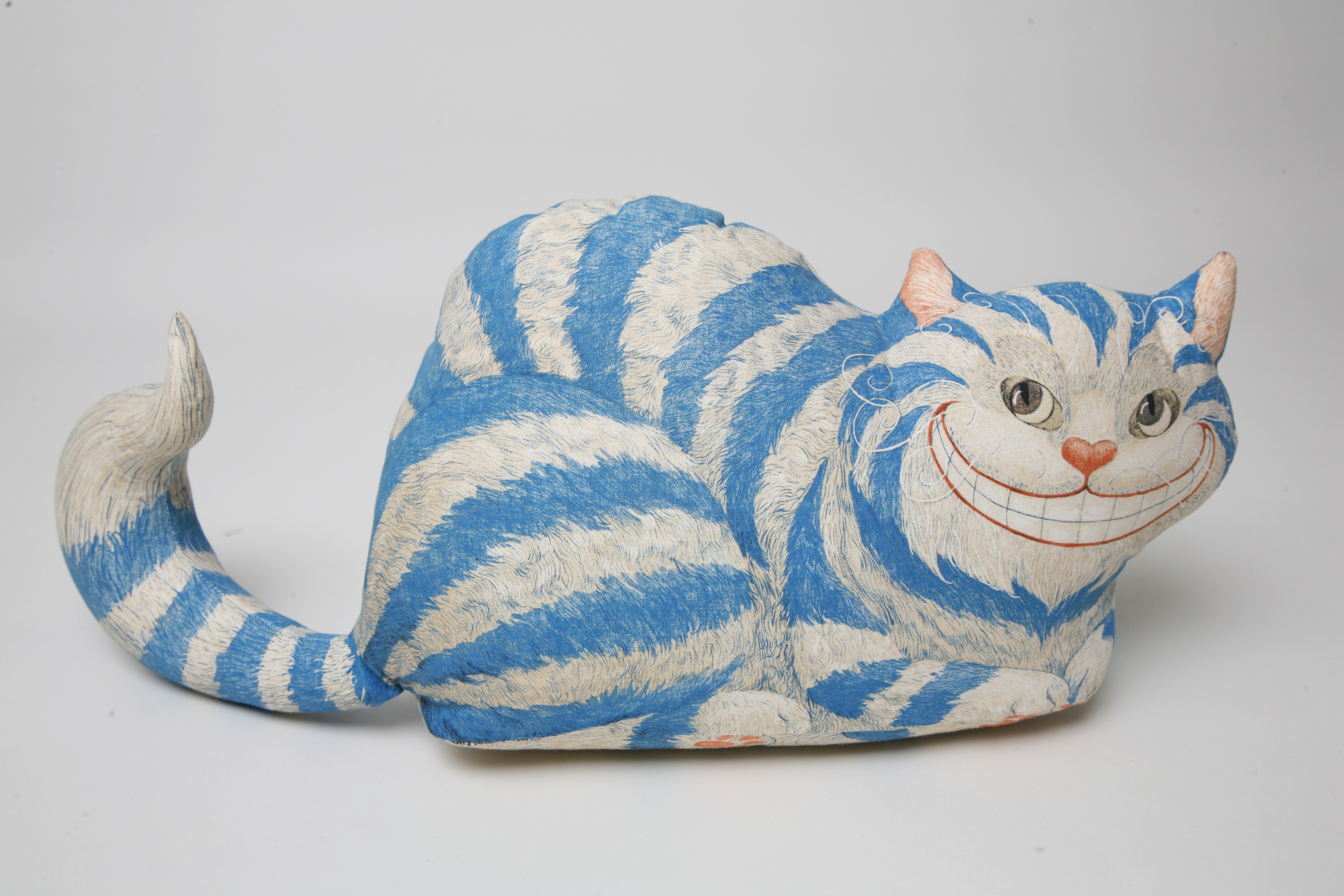
Gato de Cheshire de peluche pertencente ao The Children`s Museum of Indianápolis.

Antes de 1951, quando Walt Disney lançou uma adaptação animada da história, havia poucas alusões pós-Alice à personagem. Martin Gardner, autor de The Annotated Alice, perguntou se T. S. Eliot tinha o Gato de Cheshire em mente ao escrever Morning at the Window, mas não nota outras alusões significativas no período pré-guerra.
Imagens e referências ao Gato de Cheshire surgiram com frequência crescente nas décadas 1960 a 1970, juntamente com referências mais frequentes às obras de Carroll em geral. O Gato de Cheshire apareceu em LSD Blotters, bem como letras de música (c.f. White Rabbit de Jefferson Airplane) e ficção popular.
No filme de animação da Disney de 1951, Alice no País das Maravilhas, o Gato de Cheshire é retratado como um personagem inteligente e manhoso, que às vezes ajuda Alice e outras vezes a coloca em apuros. Ele canta frequentemente o primeiro verso do poema de Jabberwocky. O personagem animado foi dublado por Sterling Holloway (versão de 1951) e Jim Cummings (2004-presente).

Poster da adaptação de Alice in Wonderland (2010) de Tim Burton

Na adaptação televisiva dos livros de Carroll de 1985, o Gato de Cheshire é dublado por Telly Savalas, onde canta uma música triste chamada "There's No Way Home", que simplesmente leva ainda mais Alice a tentar encontrar um caminho para casa.
Na adaptação televisiva de 1999, o Gato de Cheshire é dublado por Whoopi Goldberg, onde ele age como amigo e aliado de Alice.
O Gato de Cheshire aparece na versão de 2010 de Alice no País das Maravilhas, dirigida por Tim Burton. O ator britânico Stephen Fry dubla o personagem. No filme, Cheshire (ou "Chess",como é frequentemente tratado) liga a ferida de Capturandam e guia Alice até o Chapeleiro Maluco e para a Lebre de Março. Ao longo das suas aparições, "Chess" é capaz de se tornar intangível ou sem peso, bem como invisível (e, portanto, sobreviver à decapitação), e geralmente é mostrado no ar, na altura do ombro das personagens de tamanho humano. Na adaptação do filme, Cheshire é um personagem que não só se pode tornar invisível como também tornar invisíveis objetos em seu redor.
Em 25 de Outubro de 2019, foi relatado que um projeto indeterminado relacionado com o Gato de Cheshire está sendo desenvolvido pela Disney para o seu serviço de streaming, Disney +.